# Chrysocraspeda gibbosa
Chrysocraspeda gibbosa là một loài bướm đêm trong họ Geometridae.